# ワールド・ダイヤモンド・カウンシル
ワールド・ダイヤモンド・カウンシル (World Diamond Council) とは、紛争ダイヤモンドの利用・取引を防止する組織。
デビアス社などの生産者、国際連合、ダイヤモンド生産国政府、NPOなどが連携して設立された。

## 概要
アフリカの新興諸国に存在した各武装勢力は、長らく東西冷戦構造を利用し、アメリカ合衆国もしくはソビエト連邦から多額の資金供与を得て存続してきたが、1980年代後半になると対立構造が瓦解。内乱などの紛争を抱える一部国家や反政府組織は、武装闘争を続ける資金に事欠く状況となった。こうした資金難を解決するために、自国・他国を問わずダイヤモンド鉱山を武力で占拠し、地域住民を酷使して生産されたダイヤモンドを資金源とする例が見られるようになった。
こうした血塗られたダイヤモンド（ブラッド・ダイヤモンド）と呼ばれる紛争ダイヤモンドに対する批判は年々高まり、2000年7月、世界ダイヤモンド取引所連盟 (WFDB) と国際ダイヤモンド製造協会 (IDMA) は、ワールド・ダイヤモンド・カウンシル (WDC) を創設するに至った。
2003年からは、ワールド・ダイヤモンド・カウンシルと国連などが関与したキンバリー・プロセスという証明制度を設けており、ダイヤモンド輸出国を査察し、出所が不詳な原石を取り扱う国家を指定し、紛争地ダイヤモンドの市場流入を阻止する取り組みが行われている。制度の発足以降、紛争地から生産され流通するダイヤモンドの比率は1 %未満になったとされる。